# Matilda (ime)
Matilda je žensko osebno ime.

## Izvor imena
Ime Matilda izhaja iz nemškega imena Mathilde, ki ima različico Mechthild. Obe imeni razlagajo iz starovisokonemških besed math v pomenu »moč, sila« in hiltja v pomenu »boj«.

## Različice imena
Matilde, Mehtilda, Tilči, Tilčka, Tilda, Tilka

## Tujejezikovne različice imena
- pri Čehih: Matylda
- pri Fincih: Matilda
- pri Italijanih: Matilde
- pri Madžarih: Matild
- pri Nemcih: Mathilde
- pri Slovakih: Matilda
- pri Švedih: Matilda
- pri Turkih: Mathilde

## Pogostost imena
Po podatkih Statističnega urada Republike Slovenije je bilo na dan 31. decembra 2007 v Sloveniji število ženskih oseb z imenom Matilda: 2.478. Med vsemi ženskimi imeni pa je ime Matilda po pogostosti uporabe uvrščeno na 105. mesto.

## Osebni praznik
V koledarju je ime Matilda zapisano 26. februarja (Matilda, devica, cistercijanka, † 26. feb. 1299) in 14. marca (Matilda, nemška kraljica, mati cesarja Otona I., † 14. mar. 968).

## Zanimivosti
- na Slovenskem je Matilda tudi sinonim za »smrt«, npr. matilda ga je pobrala »umrl je«.
- V avstralski angleščini matilda pomeni »potovalna delavska cula; torba, potovalka«.